# Flou de bougé

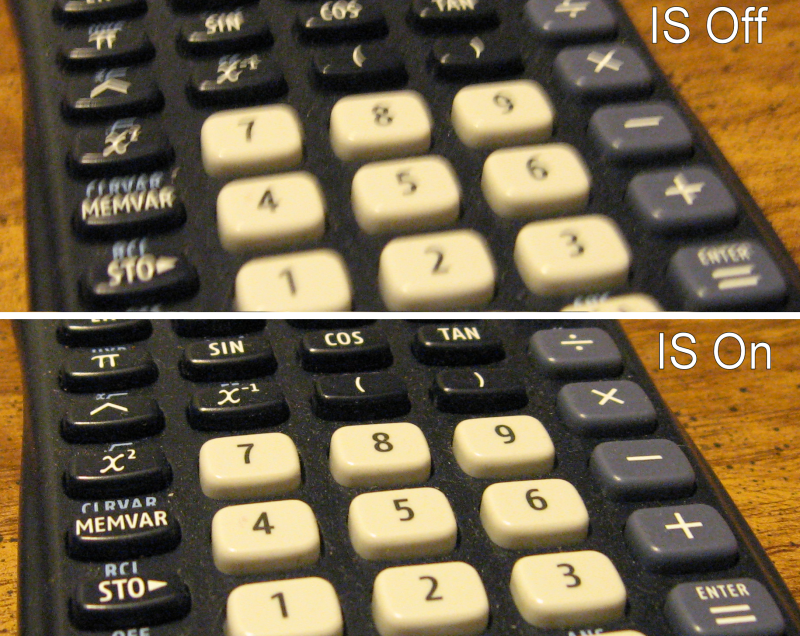
L'image du dessus a été exposée sans stabilisation d'image, tandis que celle du dessous en a bénéficié. L'image stabilisée souffre notamment moins du flou de bougé.

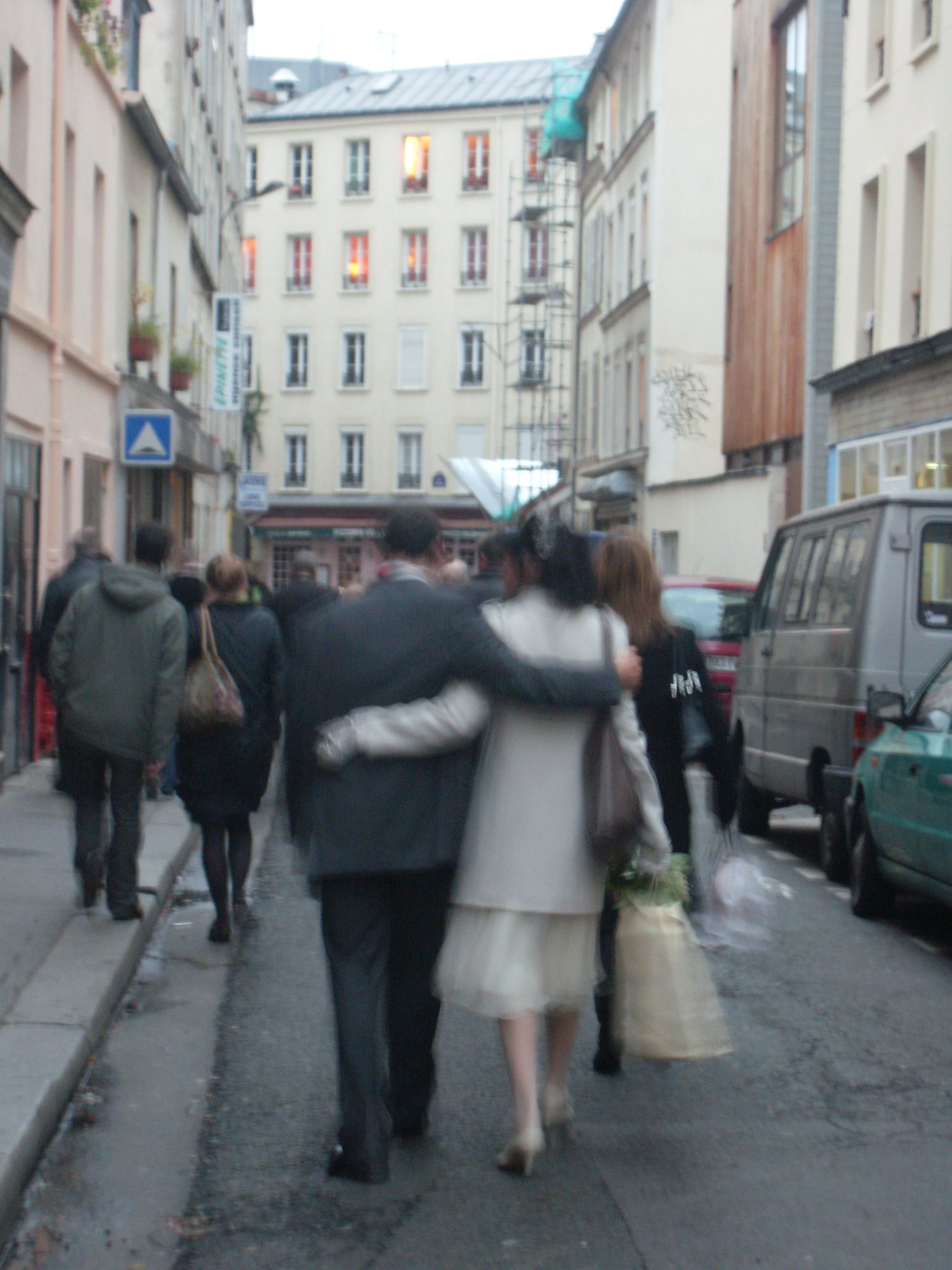
Couple de mariés pris de dos avec un flou de bougé.

En photographie, le flou de bougé est le flou produit par le mouvement de l'objectif pendant l'exposition. Il ne doit pas être confondu avec le flou cinétique, qui est induit par le mouvement du sujet photographié.

## Origines
Le flou de bougé peut avoir plusieurs origines :
- le déplacement du photographe s'il est en mouvement ;
- l'instabilité du photographe sur ses appuis s'il est par ailleurs immobile dans l'espace ;
- les tremblements naturels de la main qui soutient l'appareil si le photographe est en revanche complètement stable sur ses appuis ;
- le mouvement de l'appareil du fait de la pression sur le déclencheur ;
- Les vibrations engendrées par le déplacement du miroir d'un appareil reflex.

## Solutions
Dans le cas d'un sujet immobile, on cherche le plus souvent à assurer une stabilité parfaite de l'appareil grâce à un trépied.
Dans les autres cas, un réglage augmentant de force la vitesse d'obturation peut être plus efficace que la mise en place d'un dispositif complètement immobile. Cependant, ce réglage limite souvent la profondeur de champ, parce qu'il faut de ce fait un réglage plus ouvert du diaphragme), ce qui peut ne pas convenir à l'effet souhaité.
Les dispositifs de stabilisation d'image, utilisant des accéléromètres et une lentille mobile dans l'objectif, permettent de limiter les flous de bougé. Selon leurs constructeurs, les dispositifs modernes permettent d'utiliser un temps de pose inférieur de 3 indices de lumination (c'est-à-dire un temps de pose 8 fois plus long) à celle qui aurait été nécessaire pour figer l'image. Initialement développé pour les longues focales, on retrouve maintenant ce système sur des zooms grand angles, voire dans certains compacts numériques.
Des appareils tels que le Canon EOS 400D ou le Pentax K-5 permettent de contourner le problème de la vibration induite par le mouvement du miroir grâce à une commande spécifique permettant de bloquer le miroir avant la prise de vue.
De plus en plus d'appareils présentent aujourd'hui des systèmes similaires permettant d'améliorer la netteté de l'image en bloquant le miroir avant déclenchement ou grâce à un système de roulement à billes inclus dans l'objectif (voir précédemment) couplé à un logiciel inséré dans le boitier du réflex (voir marques Canon, Nikon et Olympus série E).
Il est à noter que ce flou peut souvent être recherché par le photographe dans un but artistique (Intentional motion blur), et produire des effets intéressants dans le cas de sujets se déplaçant rapidement, de jeux de lumières en mouvement ou de recherche d'expression de vitesse (Courses F1, etc.).
Enfin, des systèmes à billes comme évoqués auparavant permettent de conserver un sujet net avec un fond flou. Par exemple, quand le photographe suit le déplacement d'un cycliste en cherchant à obtenir une image nette du coureur sur fond filé. Dans cet exemple, le photographe évite d'utiliser une vitesse d'obturation trop rapide qui aurait pour effet de rendre nette l'image du fond.